# جی (وسیله کشاورزی)
جی تخته‌ای است که هنگام بالا کشیدن آب و مَشک چرمی از چاه روی کمر گاو قرار می‌گیرد، 
طنابی که برای کشیدن آب از چاه درست شده یک سرش به مشک (هِز چَرْمی) آب بسته شده و پس از عبور از روی چرخ سر دیگر آن به گردن گاو بسته می‌شود، و قسمت دیگری از این طناب به یک قطعه تخته‌ای بسته شده که آن را جی می نامند، در وقت سرازیر شدن گاو، این تخته روی کمر گاو قرار می‌گیرد، گاویار تخته‌ای سات به دوش گاو اندازد و گاو هم طبق عادت، خود به خود دور خود به عقب می‌چرخد و از گوچی سرازیر می‌شود، ته گوچی که رسید هِز پر از آب «دول» بالا آمده ((هِز گیر)) آن را می‌گیرد و در استخر تخلیه می‌کند، آن وقت گاو و گاویار یواش‌یواش از گوچی بالا می آیند ودوباره این عمل تکرار کی گردد.

## فهرست منابع و مآخذ
- محمدیان، کوخردی، محمد ، “ «به یاد کوخرد» “، ج2. چاپ اول، دبی: سال انتشار ۲۰۰۳ میلادی.
- محمد، صدیق    «تارخ فارس»   صفحه‌های (۵۰  ـ  ۵۱  ـ ۵۲  ـ ۵۳)، چاپ سال ۱۹۹۳ میلادی.
- مهندس:، حاتم، محمد ، غریب“ «تَاریخْ عَرَب الّهْولَة Huwala Arab History » “، دولة الکویت، ج۱. چاپ سوم، القاهرة، مصر ، دار الأمین للطباعة والنشر والتوزیع، ۸ شارع أبوالمعالی، سال انتشار ۱۹۹۷ میلادی، Engineer: Mohammed gharhb Hatem , third edition : Egypt (Cairo),1997 & 2013